# Communauté de communes des Trois Rivières (Marne)
Pour les articles homonymes, voir Communauté de communes des Trois Rivières.
La communauté de communes des Trois Rivières est une ancienne communauté de communes française, située dans le département de la Marne et la région Champagne-Ardenne.
Elle a été supprimée le 1er janvier 2014, et intégrée dans  la nouvelle communauté de communes Côtes de Champagne et Saulx.

## Historique
La communauté a été créée par un arrêté préfectoral du 31 décembre 1998.
Villers-le-Sec rejoint la CC en 2010.
Conformément aux prévisions du schéma départemental de coopération intercommunale (SDCI) de la Marne du 15 décembre 2011, les quatre petites intercommunalités : 

- communauté de communes de Saint-Amand-sur-Fion, 
- communauté de communes des Côtes de Champagne, 
-  Communauté de communes des Trois Rivières 
- communauté de communes de Champagne et Saulx 

ont fusionné le 1er janvier 2014, en intégrant la commune isolée de Merlaut, pour former la nouvelle communauté de communes Côtes de Champagne et Saulx.

## Territoire communautaire

### Composition
La communauté de communes était composée de 6 communes, dont la principale est Heiltz-le-Maurupt :
- Bignicourt-sur-Saulx
- Heiltz-l'Évêque
- Heiltz-le-Maurupt
- Jussecourt-Minecourt
- Le Buisson
- Sogny-en-l'Angle
- Villers-le-Sec

## Politique et administration

### Siège
La communauté de communes avait son siège en mairie de Heiltz-le-Maurupt.

### Élus
La communauté de communes était administrée par un conseil communautaire constitué de représentants de chaque commune, élus en leur sein par les conseils municipaux.

### Liste des présidents
| Période                                  | Période | Identité       | Étiquette | Qualité                                  |
| ---------------------------------------- | ------- | -------------- | --------- | ---------------------------------------- |
| Les données manquantes sont à compléter. |         |                |           |                                          |
| ?                                        | ?       | Jacky Muneaux  |           | Maire de Heiltz-le-Maurupt (1989 → 2009) |
| ?                                        | 2013    | Raymond Ouriet |           |                                          |

### Compétences
L'intercommunalité exerçait les compétences qui lui avaient été transférées par les communes membres, conformément aux dispositions légales.

### Régime fiscal et budget
La communauté de communes percevait une fiscalité additionnelle aux impôts locaux des communes, sans FPZ (fiscalité professionnelle de zone) et sans FPE (fiscalité professionnelle sur les éoliennes).